# Паршин, Павел Фёдорович
Павел Фёдорович Паршин — советский хозяйственный деятель, Герой Социалистического Труда.

## Биография
Родился в 1915 году в деревне Князёвка. Член КПСС с 1939 года.
В 1932-1941 - ученик слесаря, слесарь по ремонту паровозов, помощник машиниста паровозного депо станции Арзамас-II.
Участник Великой Отечественной войны
В 1947-1970 — машинист, старший машинист депо Калининград Литовской / Прибалтийской железной дороги.
Указом Президиума Верховного Совета СССР от 1 августа 1959 года присвоено звание Героя Социалистического Труда с вручением ордена Ленина и золотой медали «Серп и Молот».
Делегат XXII съезда КПСС. 
Умер в 1998 году в Калининграде. 

## Награды и звания
- Герой Социалистического Труда (01.08.1959)
- Орден Ленина (01.08.1959)
- Орден Отечественной войны II степени (06.04.1985)